# 後志国

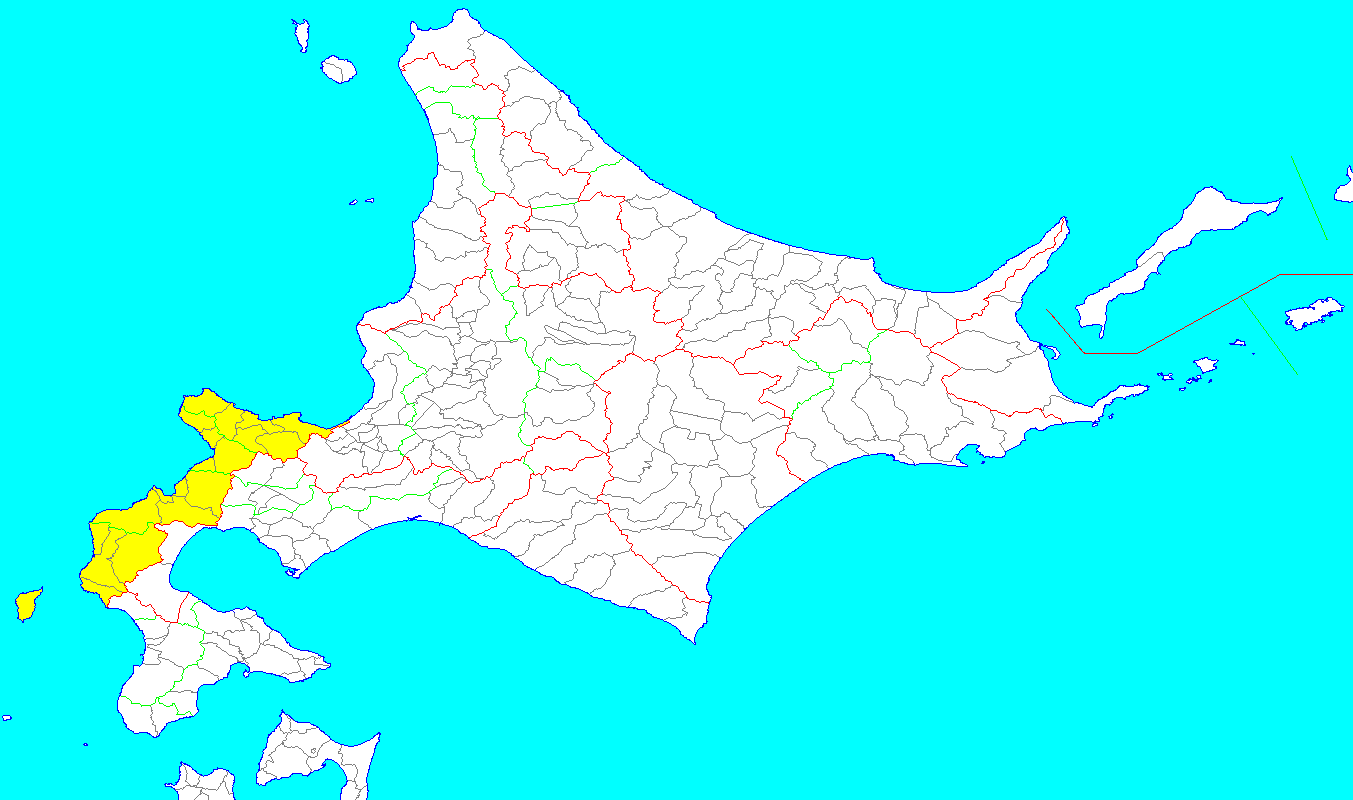
後志国の範囲（1869年8月15日）

後志国（しりべしのくに）は、大宝律令の国郡里制を踏襲し戊辰戦争（箱館戦争）終結直後に制定された日本の地方区分の国の一つである。五畿八道のうち北海道に含まれた。国名の由来は、阿倍比羅夫が郡領を置いた後方羊蹄（しりべし）の語音にちなみ、後志国を流れる尻別川のアイヌ語「シリ・ペッ」(山の・川)を採り、音訳して後志としたもの。命名者は松浦武四郎。道南から道央にかけての地域に位置し、現在の後志総合振興局管内のうち虻田郡と小樽市銭函4～5丁目相当区域を除いた大部分と、檜山振興局管内のせたな町以北および奥尻島にあたる。

## 領域
1869年（明治2年）の制定時の領域は、現在の北海道の後志総合振興局・檜山振興局管内から下記を除いた区域に相当する。
- 小樽市の一部（新川以東）
- 虻田郡喜茂別町・京極町・倶知安町・ニセコ町・真狩村・留寿都村
- 爾志郡乙部町
- 檜山郡江差町・厚沢部町・上ノ国町

## 沿革
ここでは後志国成立までについても記述する。
『日本書紀』によると、蝦夷征討の行われた斉明天皇6年3月阿倍比羅夫が弊賂弁嶋（へろべのしま）で粛慎の砦を陥落させたとあり、この弊賂弁嶋を現在の奥尻島に比定する説と、粛慎の本拠地・樺太とする説がある。また、比羅夫が政所・郡領を置いたのは余市郡域との説もある（#外部リンクも参照。参考:奄美群島の歴史#古代）。飛鳥時代当時、後志国域においては擦文文化が盛んであったが、本州では平安時代にあたる10世紀中葉には、渡島半島の日本海側では擦文文化と本州土師器文化の混合的文化である青苗文化が成立した。中世の文献『諏訪大明神絵詞』に記された、本州と蝦夷との交易に携わる渡党と呼ばれる集団は、瀬川拓郎の説によれば、この古代青苗文化の負荷者の後裔であった。渡党の居住地は道南で、活動範囲は渡島半島周辺地域であったとされる。また、同じく『諏訪大明神絵詞』に記された唐子という集団について金田一京助は北海道の日本海側の蝦夷に比定した。鎌倉時代には、かれらは蝦夷管領の「東夷成敗」、すなわち蝦夷を統括する政務の対象であった。
室町時代に入り、享徳3年に松前藩祖武田信広公が久遠郡域に上陸。それから間もない康正3年、長禄元年（応仁の乱のちょうど10年前にあたる）にコシャマインの戦いがあり余市以西の後志国域でも和人と蝦夷（唐子えぞ＝アイヌ）の争いが繰り広げられた。海保嶺夫は、この戦いは蝦夷の一類である渡党とその他の蝦夷（唐子および日ノ本）との争いであったと解釈した。
江戸時代には、松前藩によって開かれた場所と呼ばれる知行地において松前藩家臣と蝦夷の人々との交易が盛んに行われ、この当時旧下ヨイチ運上家をはじめとする運上屋が各地に建てられていた。藩の出先機関の機能も兼ね備えた運上屋では撫育政策としてオムシャもあり、このとき掟書の伝達のほか乙名・小使・土産取など役蝦夷の任命や扶持米の支給（介抱）なども行われ、アイヌの人々は百姓身分に位置付けられた。制度的な詳細は商場（場所）知行制および場所請負制を、漁場の状況については北海道におけるニシン漁史を参照されたい。場所と後に設置された郡の対応は下記のとおりである。
- クドウ場所・・・後の久遠郡
- オオタ場所・・・後の久遠郡
- ヲコシリ場所・・・後の奥尻郡
- フトロ場所・・・後の太櫓郡
- セタナイ場所・・・後の瀬棚郡
- シマコマキ場所・・・後の島牧郡
- スツツ場所・・・後の寿都郡
- ヲタスツ場所・・・後の歌棄郡
- イソヤ場所・・・後の磯谷郡
- イワナイ場所・・・後の岩内郡
- フルウ場所・・・後の古宇郡
- シャコタン場所・・・後の積丹郡
- ビクニ場所・・・後の美国郡
- フルビラ場所・・・後の古平郡
- ヨイチ場所・・・後の余市郡
- ヲショロ場所・・・後の忍路郡
- タカシマ場所・・・後の高島郡
- ヲタルナイ場所・・・後の小樽郡

江戸時代から明治時代初頭にかけての後志国の交通について、陸上交通は渡島国爾志郡から久遠郡までは道（道道北檜山大成線の前身）が通じていたものの、それ以北は太田、茂津多（モツタ）、雷電、積丹半島などの難所があり陸路が途絶える個所があったが、文化年間に岩内郡と余市郡を結ぶ余市山道（国道276号･国道5号稲穂峠の前身）が開削され道中の宿場として笹小屋なども設けられた。安政年間には久遠郡から太櫓郡に至る太田山道、瀬棚郡と島牧郡を結ぶ狩場山道、磯谷・岩内両郡の境の雷電嶺（以上、国道229号の前身）、小樽郡の小樽-銭函間道路（国道5号の前身）などが開削され、通年の陸路での移動が可能となっている。また、後志国内の河川には藩政時代から廃使置県までの間15箇所の渡船場数があり渡し船なども運行されていた。
海上交通は北前船の航路も開かれ寿都･余市･小樽などに寄港していた。
江戸時代初期の正保元年（1644年）、「正保御国絵図」が作成され、この中に後志国域も記された。寛文9年6月、日高国域を中心に和人と蝦夷（アイヌ）の戦いシャクシャインの蜂起がおこり、その平定後、後志国域内の余市でも松前藩と蝦夷の間で恭順の確認が行われた。元禄元年以降、積丹の神威岬以北が女人禁制となる。元禄13年、松前藩は蝦夷地の地名を記した松前島郷帳を作成し幕府に提出、また正徳5年（1715年）、松前藩主は幕府に対し「十州島、唐太、チュプカ諸島、勘察加」は松前藩領と報告した。
江戸時代後期の文化4年には、国防上の理由から後志国域は公議御料（幕府直轄領）とされ箱館奉行の治世となった。同年、西蝦夷地（西側の蝦夷居住地である北海道日本海岸・オホーツク海岸・樺太）のアイヌの宗門人別改帳（戸籍）も作成されるようになり（江戸時代の日本の人口統計も参照）、幕吏間宮林蔵は享和3年（1803年）沿岸部の測量を行い大日本沿海輿地全図も作成された。文政4年には松前藩の元に戻され、弘化3年に松浦武四郎がはじめて後志を訪れている。しかし、安政2年再び公議御料となり、久遠から出張陣屋の築城された寿都郡までが津軽藩、歌棄郡以北は庄内藩が警固を担当した。安政3～5年にも向山源太夫や松浦武四郎らが調査のため訪れ、安政6年の6藩分領以降も大半が津軽藩（瀬棚郡以南）と庄内藩（歌棄郡以北）の警固地（公議御料）のままであったが、島牧・寿都の2郡（場所）は津軽藩領となっていた。同年、神威岬の女人禁制が解かれ、幕末までに後志国域のほぼ全域が和人地となっていた。慶応4年4月12日、箱館裁判所（閏4月24日に箱館府と改称）の管轄となった。
- 明治2年（1869年）
  - 同年から、9郡が道外の藩や旗本、寺院などによって分領支配される。8郡は開拓使直轄領。
  - 旧暦8月15日（9月20日）に後志国17郡が制定され、101村が含まれた。
  - 10月、後志国で場所請負制廃止。漁場持ちの設定されず。開拓使銭函仮役所を開庁。
- 明治3年（1870年）4月、開拓使銭函仮役所を廃止し小樽仮役所開庁。
- 明治4年（1871年）
  - 5月、開拓使庁札幌移転に伴い、小樽仮役所廃止。
  - 旧暦7月14日（8月29日）、廃藩置県。
  - 旧暦8月20日（10月4日）、北海道の分領支配の廃止。全域が開拓使の管轄となる。
- 明治5年（1872年）
  - 胆振国虻田郡黒松内村を移管され寿都郡に編入。
  - 壬申戸籍が編製される。
  - 旧暦4月9日（5月15日）、全国一律に戸長・副戸長を設置。
  - 旧暦10月10日（11月10日）、大区小区制施行。
  - 旧暦12月2日（1872年12月31日）、天保暦からグレゴリオ暦に改暦。
- 明治12年（1879年）7月23日、郡区町村編制法（明治11年7月22日太政官布告第17号）施行。
- 明治13年（1880年）11月28日、官営幌内鉄道・手宮-札幌間開業。
- 明治15年（1882年）2月8日、廃使置県にともない久遠・奥尻・太櫓・瀬棚・寿都・島牧・歌棄・磯谷の8郡は函館県の、岩内・古宇・美国・積丹・古平・余市・忍路・高島・小樽の9郡は札幌県の所管となる。
- 明治29年（1896年）5月、後志国で徴兵制度が施行された。

## 国内の施設

### 寺院
寺院は、室町時代の文明元年6月5日に僧随芳が奥尻郡に松前山法源寺の前身である草庵を建立、これは延徳2年大館（渡島国津軽郡）に移転。江戸時代になると、元和3年5月に松前山法源寺の芳龍が奥尻郡（現在の青苗地区）に空谷山大仙寺を建立したが、これも寛文7年に松前城下蔵町に移転している。また江戸時代にはこのほか島牧郡の千走寺、磯屋郡の願翁寺、岩内郡の帰厚院、小樽郡の龍徳寺など多数が建立されている。

### 神社
後志国への和人の進出は古く、太田山神社は室町時代の嘉吉年間（1441 - 1443年）に創立されたと伝えられ、道南五大霊場のひとつとして信仰を集めている。また、古宇郡の厳島神社は安土桃山時代の、寿都神社と忍路神社は江戸時代前期の創建。下記の神社以外にも、江戸時代以前に創建されたものは多い。
和人の北海道進出の多くは漁業関係者であり、そのため沿岸部に個人的に祭祀した例が多い。特にニシン漁が栄えた地区に大規模の神社が多く、祭礼も盛大であった。積丹町（美国・古平）・岩内町・余市町等がその例である。明治になり国策として、伊勢神道系に統一されていったと想定される。
- 久遠郡 太田山神社（久遠郡せたな町）
- 奥尻郡 少彦名神社（奥尻郡奥尻町）
- 寿都郡 寿都神社（寿都郡寿都町）
- 岩内郡 岩内神社（岩内郡岩内町）
- 古宇郡 厳島神社（古宇郡神恵内村）
- 積丹郡 美国神社（積丹郡積丹町）
- 余市郡 余市神社（余市郡余市町）
- 忍路郡 忍路神社（小樽市）
- 高島郡 小樽稲荷神社（小樽市）

余市神社について、北海道神社庁のページでは1827年林長左衛門が伏見稲荷から分霊し湯殿山下に祭祀したと紹介されているが、1828年勧請の伏見稲荷の分霊は旧下ヨイチ運上家に併設されているモイレ神社である。余市神社は伊勢神道系の神を祭神としており、稲荷系の神は祭られていない。参照文献「余市町史」。余市神社のサイカチの木については口承伝説がある。

## 地域

### 郡
後志国は以下の17郡で構成された。
- 久遠郡
- 奥尻郡
- 太櫓郡（現在は消滅）
- 瀬棚郡
- 島牧郡
- 寿都郡
- 歌棄郡（現在は消滅）
- 磯屋郡
- 岩内郡
- 古宇郡
- 積丹郡
- 美国郡（現在は消滅）
- 古平郡
- 余市郡
- 忍路郡（現在は消滅）
- 高島郡（現在は消滅）
- 小樽郡（現在は消滅）

### 江戸時代の藩
- 松前藩領、松前氏（1万石各→3万石各）1599年 - 1807年、1821年 - 1855年（後志全域）
- 津軽藩寿都陣屋、1859年 - 1868年（寿都場所・島牧場所）

分領支配時の藩
- 福岡藩領、1869年 - 1871年（久遠郡・奥尻郡）
- 斗南藩領、1870年 - 1871年（太櫓郡・瀬棚郡・歌棄郡）
- 弘前藩領、1869年 - 1871年（島牧郡西端）
- 鳥取藩領、1869年 - 1871年（島牧郡西部）
- 岡山藩領、1870年 - 1871年（島牧郡、鳥取藩領の東隣）
- 米沢藩領、1869年 - 1871年（磯屋郡北部）

※以上のほか、分領時には兵部省領のほか寺社領や旗本領もあった

### 人口
明治5年（1872年）の調査における人口は1万9098人で、北海道の中では渡島国に次いだ。

## 後志国の合戦
- 1457年：コシャマインの戦い
- 1669年：シャクシャインの戦い